# Main Course
Main Course è il tredicesimo album dei Bee Gees, uscito nel 1975.

## Tracce
1. Nights on Broadway – 4:32
2. Jive Talkin' – 3:43
3. Wind of Change – 4:54
4. Songbird – 3:35
5. Fanny (Be Tender with My Love) – 4:02
6. All This Making Love – 3:03
7. Country Lanes – 3:29
8. Come on Over – 3:26
9. Edge of the Universe – 5:21
10. Baby as You Turn Away – 4:23